# سوتالبو
بلدية سوتالبو (بالإسبانية: Sotalbo) هي بلدية تقع في مقاطعة آبلة التابعة لمنطقة قشتالة وليون وسط إسبانيا.

## الديموغرافيا
بلغ عدد سكان بلدية سوتالبو 255 نسمة عام 2011 (وفقاً للمعهد الوطني للإحصاء الإسباني).
| 266 | 260 | 276 | 273 | 254 | 268 | 255 |